# Република Сръбска Крайна
Република Сръбска Крайна (на сръбски: Република Српска Крајина или Republika Srpska Krajina, известна също като РСК или само Крайна), е непризната от международната общност сръбска република, която съществува между 1991 и 1995 година на територията на Хърватия. Столицата на РСК е Книн (12 000), а останалите по-големи градове са Вуковар (33 000) и Петриня (19 000). През 1993 година РСК има 435 595 население и заема площ от 17 028 km2.

## История
Крайна изчезва през 1995 година, когато въоръжените ѝ сили са напълно разбити в Операция Буря на хърватската армия. След това една част от бившата РСК, Сремско-Баранската област, е под контрола на Обединените нации до 1998 година, когато по мирен начин е върната в пределите на Република Хърватия.

## Обхват
Република Сръбска Крайна на територията на република Хърватска се състояла от три ексклава:
- Книнская Крайна, включваща в състава си т.нар. Северна Далмация, Лика, Кордун и Бания. Тези области за заселени със сърби през османско време със създаването на т.нар. военна граница;
- Западна Славония, също заселена със сърби от времето на военната граница;
- Източна Славония, Барания и Западен Срем, които области също през различни периода са били в обхвата на военната граница, обаче сърби са се заселвали тук и по икономически причини, не само по военни.

## Население
- 469 700 души (1991).
- 245 800 (52,3 %) – сърби
- 168 000 (35,8 %) – хървати
- 55 900 (11,9 %) – други националности
- 435 595 души (1993)
- 91% – сърби
- 7% – хървати
- 2% – други националности

## Държавни символи
Официалните символи на Република Сръбска Крайна повтарят националните сръбски герб и знаме – знамето на Крайна е сръбския трикольор с белия сръбски орел, поставен в централната част на знамето.

## Личности
- Велко Миланкович